# Archosaurus
Archosaurus rossicus
Genre
Espèce
Archosaurus (qui signifie « lézard dominateur ») est un genre fossile de reptiles Archosauriformes protérosuchides carnivores.
Selon Paleobiology Database en 2023, ce genre est resté monotypique, et la seule espèce fossile Archosaurus rossicus est aussi l'espèce type.

## Classification
Le genre Archosaurus et l'espèce Archosaurus rossicus ont été décrits en 1960 par le paléontologue russo-soviétique Leonid Petrovich Tatarinov (d) (1926-2011),. 

### Fossiles
Ses fossiles sont datés du Permien supérieur de Russie et de Pologne, c'est l'un des plus anciens archosauriformes connus. Le type et la seule espèce est Archosaurus rossicus, connue à partir de plusieurs spécimens fragmentaires qui représentent des parties du crâne et des vertèbres cervicales, . Il aurait mesuré trois mètres de long à l'âge adulte.
Lorsqu'il a été décrit pour la première fois en 1960, Archosaurus était considéré comme le plus ancien archosaure connu et comme un proche parent de Proterosuchus du Trias inférieur,. Cependant, Archosauria, en termes modernes, est considéré comme un groupe plus restreint dont Archosaurus ne fait pas partie. La définition « classique » de l'archosaure utilisée avant la généralisation de la cladistique correspond aujourd'hui à peu près au clade des Archosauriformes . Archosaurus est toujours considéré comme le plus ancien archosauriforme incontesté, ainsi que l'un des rares membres valides de la famille des Proterosuchidae.

## Galerie

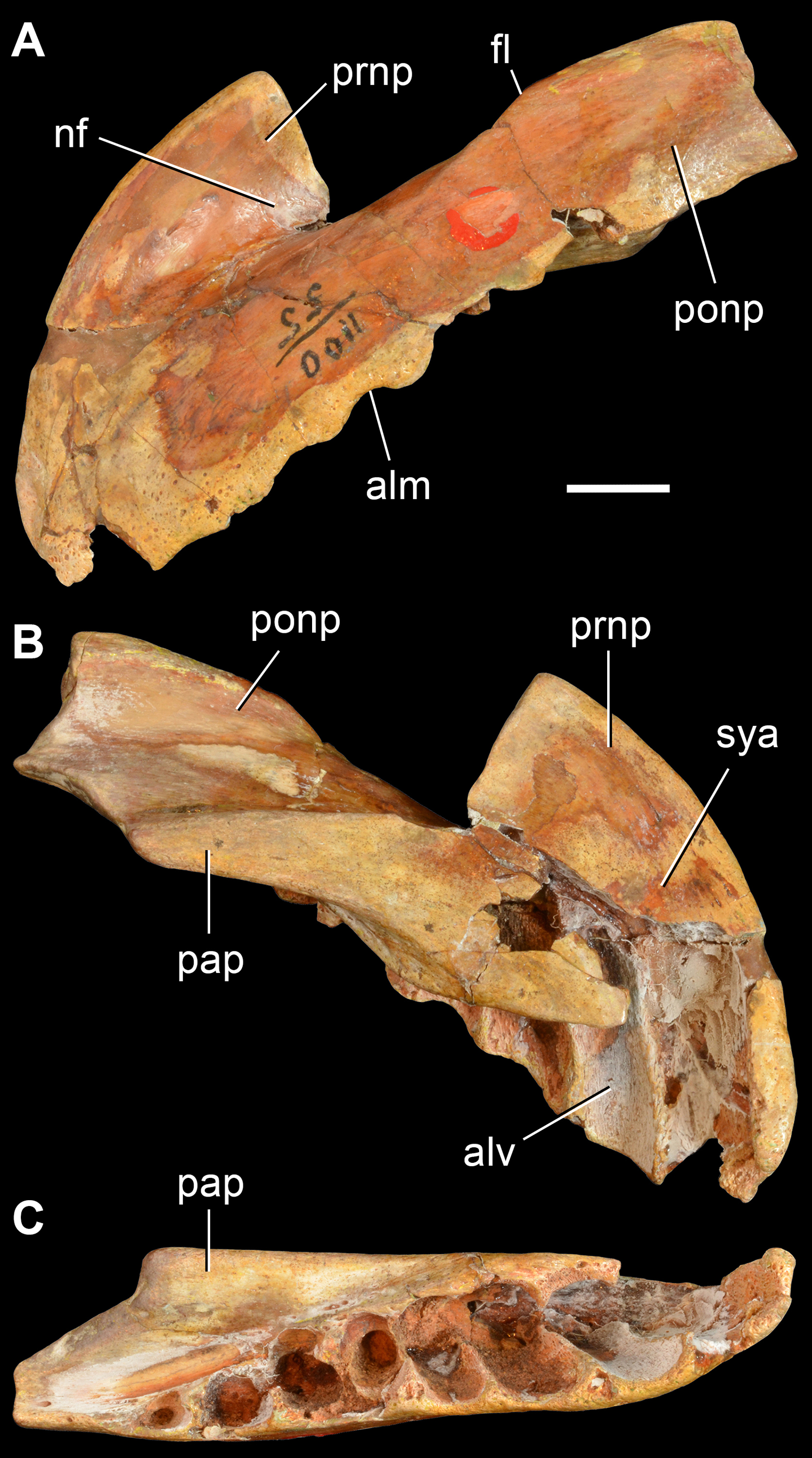
PIN 1100/55, prémaxillaire gauche de l'holotype.
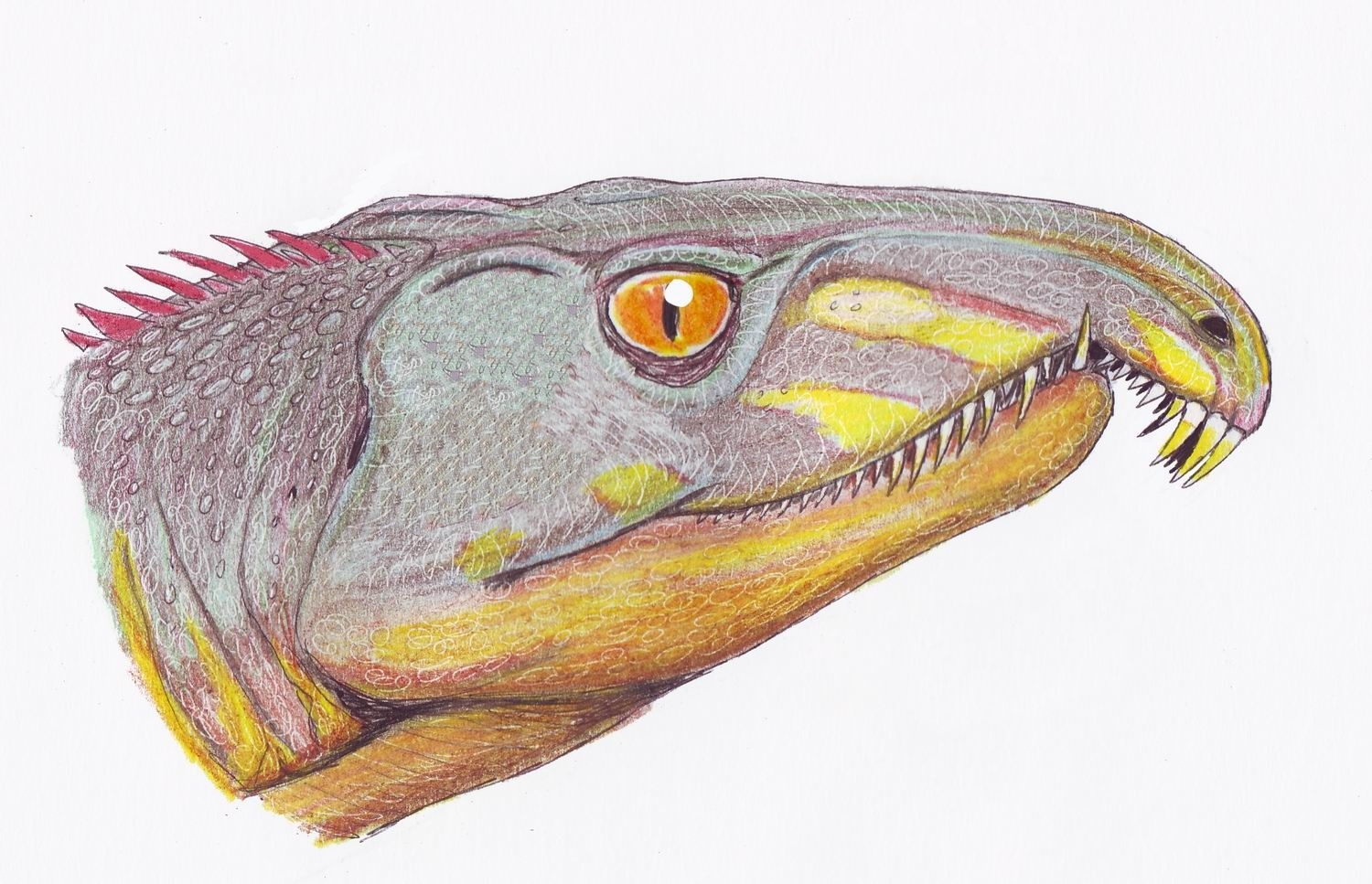
Reconstitution.
Comparaison des tailles.